# Медичи, Антонио
Анто́нио Ме́дичи (итал. Antonio de’ Medici; 29 августа 1576, Флоренция, Великое герцогство Тосканское — 2 мая 1621, там же) — принц из дома Медичи, легитимированный незаконнорождённый или приёмный сын Франческо I, великого герцога Тосканы, дон и нетитулованный гранд. Князь Капестрано с 1583 по 1588 год. Кондотьер. Рыцарь Мальтийского ордена. Дипломат. Алхимик.

## Биография

### Происхождение
Родился 29 августа 1576 года предположительно во Флоренции. По одной из версий Антонио был внебрачным сыном великого герцога Франческо I от венецианской аристократки Бьянки Капелло. По другой версии Бьянка притворялась беременной, в чём ей помогали служанка, повитуха и врач. Вскоре после того, как она «родила» великому герцогу сына, обман был раскрыт. Однако Франческо I простил возлюбленную и признал сына своим. Его рождение хранилось в тайне от двора. В июне 1578 года овдовевший великий герцог тайно сочетался браком со своей любовницей. Спустя год он принял решение объявить об их браке и представить ко двору новую супругу в качестве великой герцогини. Тогда же в июне 1579 года стало известно о том, что у Франческо I и Бьянки Капелло есть общий ребёнок. После смерти единственного сына от первой жены, великий герцог узаконил бастарда. По просьбе Бьянки Франческо приобрёл для Антонио маркизат Капистрано в Неаполитанском королевстве. В 1583 году он официально представил его своим преемником и обратился к испанскому королю с просьбой признать Антонио в этом качестве. В 1584 году король Филипп II присвоил наследному принцу титул князя Капистрано.
Антонио рос и воспитывался на тосканских виллах Медичи. 20 октября 1587 года неожиданно скончались оба его родителя; современные исследования подтвердили версию о том, что они были отравлены мышьяком. Вероятным отравителем считают дядьку Антонио, ставшего новым великим герцогом под именем Фердинанда I; последний, чтобы развеять слухи, приказал провести вскрытие Франческо и Бьянки, которое предоставило заключение о естественных причинах смерти.
5 марта 1588 года Фердинанд I лишил Антонио статуса наследного принца, мотивируя это тем, что к нему попали бумаги, из которых следует то, что Антонио не был сыном покойного великого герцога и его любовницы, а был по происхождению простолюдином. На самом деле бумаги были подделаны Фердинандо I, вместе с его советником и неким юристом. В них утверждалось, что Бьянка Капелло имитировала беременность, чтобы порадовать любовника «рождением» наследника, которого тот так ждал. Фердинанд I также уничтожил завещание покойного брата и запись об этом документе в регистрационной палате. Таким образом, он лишил двенадцатилетнего племянника всех положенных ему по статусу титулов и привилегий.
Чтобы остаться при дворе во Флоренции, осиротевший сын «злой Бьянки», как теперь называли Антонио, согласился вступить в Мальтийский орден по достижении совершеннолетия. Рыцари этого ордена давали обеты нестяжания и безбрачия. По этой причине, бывшему наследному принцу пришлось отказаться от всех своих владений, сохранив за собой только узуфрукт и аннуитет, данные ему великим герцогом. Римский папа Климент VIII закрепил за ним также доходы от Пизанского приоратства Мальтийского ордена. Кроме того, обет безбрачия лишал его возможности иметь законное потомство. Фердинанд I оставил в пользовании Антонио домик Святого Марка во Флоренции и виллы Лаппеджи и Мариньолле. Он также получил разрешение на проживание во дворце Питти, официальной резиденции великих герцогов.

### Карьера
В апреле 1594 года Антонио был принят в ряды мальтийских рыцарей и поступил на службу к великому герцогу Тосканы. Последний в июле того же года отправил племянника в звании полковника кавалерии во главе сотни всадников и тысячи аркебузиров в Имперскую армию, сражавшуюся с османами в Венгерском королевстве. В первый же год Антонио был тяжело ранен, но продолжил участвовать в кампании и проявил особенную доблесть в нескольких сражениях, включая битву за Вишеград. В 1595 году у него начались проблемы со здоровьем, преследовавшие принца всю его жизнь. В 1607 году он участвовал в неудачном походе на Кипр; во время этой кампании Антонио был заместителем коннетабля Франческо дель Монте. После этого похода Антонио перешёл с военной службы на дипломатическую.
6 октября 1600 года во дворце Питти, в честь свадьбы сводной сестры Марии и французского короля Генриха IV, он поставил оперу «Эвридика» на либретто Оттавио Ринуччини и музыку Якопо Пери. Затем Антонио сопровождал принцессу во Францию. Он был страстным охотником, меломаном и поклонником театра. Резиденция принца, домик Святого Марка во Флоренции, его усилиями приобрёл репутацию важного театрального центра. Представления в домашнем театре Антонио посещали именитые гости. Среди артистов, нанятых принцем, был кастрат Джованни Гуальберто Мальи. Кроме того, Антонио был известен как хороший часовщик и оружейник. Интерес к алхимии и науке привёл его к знакомству с Галилео Галилеем. В своём доме во Флоренции Антонио собрал богатую библиотеку и открыл типографию.
На дипломатической службе принц находился до 1608 года. При новом великом герцоге Козимо II, с которым у Антонио не сложились отношения, он редко присутствовал при дворе и нечасто получал дипломатические поручения. К тому же у него обострились проблемы со здоровьем. В 1614 году Антонио подал в отставку и до самой смерти жил на скромную пенсию. Он умер во Флоренции 2 мая 1621 года. Причиной смерти, предположительно, был сифилис. После кончины Антонио между двором во Флоренции и сыновьями покойного прица возник конфликт из-за права наследования его имуществом.
В 1857 году при первой эксгумации останков Антонио Медичи в его могиле был обнаружен труп, одетый в платье и плащ мальтийского рыцаря из пурпурного шёлка с пурпурной вышивкой шёлковой нитью. На надгробии сохранилась надпись на латинском языке, в которой дон Антонио Медичи упоминается как сын великого герцога Тосканы Франческо I и как глава Пизанского приоратства Мальтийского ордена.

### Личная жизнь и потомство
Антонио Медичи длительное время сожительствовал с Артемизией Тоцци из Лукки, которая после смерти любовника приняла монашеский постриг в монастыре Святого Климента во Флоренции, где умерла 24 марта 1643 года. Известно о четверых детях принца от двух женщин:
- Мария Маддалена (1609 — ?), родилась от простолюдинки Катерины Нути из Болоньи[16], приняла монашеский постриг в ордене госпитальерок с именем Марии Магдалины Кристины[17];
- Паоло (15.01.1616 — 1656), родился от Артемизии Тоцци, кондотьер;
- Джулио (03.09.1617 — 1670), родился от Артемизии Тоцци, священник;
- Антонфранческо (25.01.1618[18]—1659), родился от Артемизии Тоции.

Антонио добился легитимации сыновей, которые были признаны его узаконенными детьми как римским папой Павлом V, так и Козимо II, великим герцогом Тосканы, а возможно и самим императором Фердинандом II. В генеалогической таблице, составленной Помпео Литта упоминаются две дочери принца — Мария и Маддалена, что является следствием ошибки. Информация, которая приводится под именами дочерей, относится к биографии единственной дочери Антонио Медичи с именем Мария Маддалена.

## В культуре
Известно о нескольких прижизненных портретах Антонио Медичи. На одном из них, кисти Алессандро Аллори, он изображён в детском возрасте рядом с предполагаемой матерью Бьянкой Капелло; полотно входит в собрания Даллаского музея искусств. Искусствовед Майке Фогт-Люэрссен атрибутирует ему ещё один портрет кисти того же художника. Однако Эрмитаж, в собраниях которого находится картина, атрибутирует полотно Бронзино под названием «Портрет Козимо I Медичи». Ещё один портрет принца кисти Валоре Казини хранится в собраниях галереи Уффици. На нём Антонио Медичи изображён в одеянии кавалера Мальтийского ордена с жемчужной серьгой.